# Johann Hartmann (Drucker)

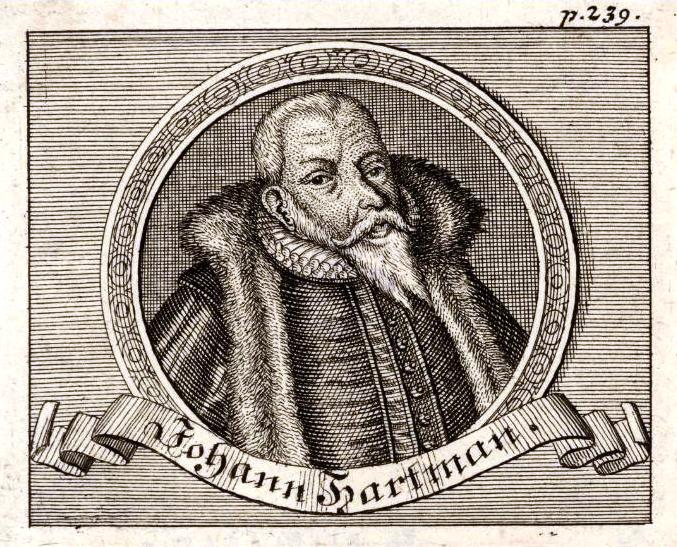
Johann Hartmann

Johann Hartmann (* 3. März 1537 in Mehlis; † 20. Mai 1607 in Frankfurt (Oder)) war ein deutscher Buchdrucker und Verleger.

## Leben
Johann Hartmann kam als Buchbinder nach Frankfurt (Oder) und heiratete ca. 1562 dort eine Tochter des Buchhändlers Johannes von Ingolstadt. Um 1585 gründete er mit Unterstützung von Dozenten der dortigen Universität einen Buchverlag. Zusammen mit seinem Sohn Friedrich (* 1563) gelang es ihm das landesherrliche Druckprivileg der Offizin von Johann Eichorn zu durchbrechen, so dass er 1595/1596 in eigener Druckerei eine hebräische Bibel herausgeben konnte, die sich gut verkaufte. 1599 begann Hartmanns eigener Musikdruck, der seinen Verlag allmählich zur Hauptdruckerei der Kantorenmusik des deutschen Nordostens machte.
Das Druck- und Verlagshaus „Hartmann Vater und Sohn“ kam jedoch bereits Ende 1631 infolge der Stadtverwüstungen durch die Schweden wieder zum Erliegen.